# Маннаре
Ма́ннаре (ест. Mannare küla) — село в Естонії, у волості Торі повіту Пярнумаа.

## Населення
Чисельність населення на 31 грудня 2011 року становила 39 осіб.

## Географія
Поблизу села проходить автошлях 5 (Пярну — Раквере — Симеру).